# Klem Viktor
Klem Viktor (Debrecen, 1987. január 18. –) magyar színművész.

## Élete
2005-ben a helyi Ady Endre Gimnázium drámatagozatán érettségizett, majd 2009-ben végzett a Színház- és Filmművészeti Egyetemen. 2009–2012 között a Radnóti Színház tagja, ahol egyetemi gyakorlatát is töltötte. 2012-től szabadúszó. A "011 Alkotócsoport" előadásaiban is fellépett.
2011-ben az Erste Bank reklámfilmjében egy pizzafutárt alakított.

## Film- és televíziós szerepei
- Apacsok (2010)
- Casino (2011) – Sanyi
- Mindenből egy van (2011–2012) – Konrád Dani
- Hacktion Újratöltve (2012–2014) – Kornél
- Veszettek (2015) – Joci
- A mi kis falunk  (2017) – Rendőr
- Csak színház és más semmi (2017–2019) – Topor Máté
- Árulók  (2017) – Gábor
- A Viszkis (2017) – Bota Géza
- BÚÉK (2018) -
- Kölcsönlakás (2019) – Henrik
- Váltságdíj (2019) -
- Ízig-vérig (2019) – Peti
- Mintaapák (2019–2020) – Dr. Bartha Szabolcs
- Post Mortem (2021) – Tomás
- A hentes (2021) – Krisztián, rendőr